# Sixteenth Air Force
Die Sixteenth Air Force (Air Forces Cyber) ist ein Militärnachrichtendienst der US-Luftwaffe, der auf Kriegsführung im digitalen Raum spezialisiert ist. Sie war zeitweise inaktiv und entstand in ihrer heutigen Form durch eine Verschmelzung der Twenty-Fourth Air Force und Twenty-Fifth Air Force. Eine Vorläuferorganisation ist die 2014 aufgelöste Air Force Intelligence, Surveillance and Reconnaissance Agency. Das Hauptquartier der Einheit liegt in San Antonio, Texas. Sie wird seit dem 1. August 2024 von Thomas Hensley geleitet.

## Kommandeure seit 2019
- LTG Timothy D. Haugh (11. Oktober 2019 – 21. Juli 2022)
- LTG Kevin B. Kennedy (21. Juli 2022 – 1. August 2024)
- LTG Thomas Hensley seit 1. August 2024